# Вондзин (Куявсько-Поморське воєводство)
Вондзин (пол. Wądzyn, нім. Wonsen) — село в Польщі, у гміні Боброво Бродницького повіту Куявсько-Поморського воєводства.
Населення — 121 особа (2011).
У 1975-1998 роках село належало до Торунського воєводства.

## Демографія
Демографічна структура станом на 31 березня 2011 року:
|          | Загалом | Допрацездатний вік | Працездатний вік | Постпрацездатний вік |
| -------- | ------- | ------------------ | ---------------- | -------------------- |
| Чоловіки | 66      | 18                 | 42               | 6                    |
| Жінки    | 55      | 10                 | 29               | 16                   |
| Разом    | 121     | 28                 | 71               | 22                   |